# Korets
Korets (en ukrainien : Корець ; en russe : Корец ; en polonais : Korzec) est une ville de l'oblast de Rivne, en Ukraine. Sa population était estimée à 7 255 habitants en 2016. La ville est connue pour son grand monastère de la Trinité, inscrit au patrimoine historique.

## Géographie
Korets est arrosée par la rivière Kortchyk et se trouve à 65 km à l'est de Rivne et à 239 km à l'ouest de Kiev.

## Histoire
Connue depuis 1150, Korets appartenait à la famille aristocratique ruthène Korecki depuis la division de la Volhynie. Après la mort du dernier Korecki, la ville passe à la famille Leszczynski, puis à la Famille Czartoryski.
Le patrimoine historique de Korets comprend les vestiges de son château médiéval et du monastère de la Résurrection, ainsi que l'église Saint-Antoine (1533, reconstruite en 1706 et 1916) et l'église de la Trinité (1620).
Au XIXe siècle, la population juive représentait 70 à 80 % de la population totale. Avant la Seconde Guerre mondiale, 6 000 Juifs vivaient dans la ville. En mai 1942, 2 200 juifs sont assassinés et les survivants sont enfermés dans un ghetto. Le ghetto est liquidé en septembre 1942 et 1 500 juifs sont tués.

## Population
Recensements (*) ou estimations de la population :
| 1959* | 1970* | 1979* | 1989* | 2001* | 2010  |
| ----- | ----- | ----- | ----- | ----- | ----- |
| 5 311 | 6 701 | 8 414 | 9 437 | 8 649 | 7 543 |

| 2011  | 2012  | 2013  | 2014  | 2015  | 2016  |
| ----- | ----- | ----- | ----- | ----- | ----- |
| 7 428 | 7 421 | 7 388 | 7 304 | 7 292 | 7 255 |

## Personnalités
- Yaroslav Evdokimov - 22 novembre 1946 à Rivne en Ukraine, chanteur, baryton, artiste émérite de la fédération de Russie, artiste du Peuple de Biélorussie[6]
- Pinhas de Korets, (1726-1791), rabbin de la ville.